# Morpho deidamia
Morpho deidamia is een vlinder uit de onderfamilie Satyrinae. 

## Kenmerken
De bovenzijde van de vleugels vertoont een brede band van blauwe weerschijnkleuren, terwijl de onderzijde een bruin vlekkenpatroon toont met oogvormige structuren. De kleurverschillen tussen onder- en bovenvleugels veroorzaken verwarring bij eventuele belagers. De vlinder heeft een spanwijdte tussen de 100 en 120 millimeter. 

## Verspreiding en leefgebied
Deze vlindersoort komt voor in de regenwouden van noordelijk Zuid-Amerika, met name van Guyana tot het Amazonebekken langs bosranden en rivieroevers.

## De rups en zijn waardplanten
Voedselplanten van de vlinder zijn van de familie Leguminosae.